# Cyprien Sarrazin
Cyprien Sarrazin (Gap, 13 ottobre 1994) è uno sciatore alpino francese.

## Biografia
Sarrazin, originario di Veynes e attivo in gare FIS dal dicembre del 2009, ha esordito in Coppa Europa il 28 novembre 2012 a Reiteralm in discesa libera, senza completare la prova, e in Coppa del Mondo il 19 febbraio 2016 a Chamonix in combinata, piazzandosi 29º. Il 3 dicembre 2016 ha colto a Gällivare in slalom gigante la sua prima vittoria, nonché primo podio, in Coppa Europa e pochi giorni più tardi, il 19 dicembre, ha conquistato la sua prima vittoria (e primo podio) in Coppa del Mondo, nello slalom gigante parallelo dell'Alta Badia.
Ai XXIV Giochi olimpici invernali di Pechino 2022, sua prima presenza olimpica, non ha completato lo slalom gigante; nella stagione 2023-2024 si è classificato 2º nella Coppa del Mondo di discesa libera (superato dal vincitore Marco Odermatt di 42 punti) dopo aver vinto le classiche gare della Stelvio di Bormio (28 dicembre) e della Streif di Kitzbühel (19 e 20 gennaio). Il 27 dicembre 2024 ha subito un grave infortunio durante le prove della discesa libera di Coppa del Mondo di Bormio, che l'ha costretto a terminare anzitempo la stagione; non ha partecipato a rassegne iridate.

## Palmarès

### Coppa del Mondo
- Miglior piazzamento in classifica generale: 5º nel 2024
- 9 podi (5 in discesa libera, 2 in supergigante, 1 in slalom gigante, 1 in slalom parallelo):
  - 5 vittorie (3 in discesa libera, 1 in supergigante, 1 in slalom parallelo)
  - 4 secondi posti (2 in discesa libera, 1 in supergigante, 1 in slalom gigante)

#### Coppa del Mondo - vittorie
| Data             | Località   | Paese    | Specialità |
| ---------------- | ---------- | -------- | ---------- |
| 19 dicembre 2016 | Alta Badia | Italia   | PR         |
| 28 dicembre 2023 | Bormio     | Italia   | DH         |
| 12 gennaio 2024  | Wengen     | Svizzera | SG         |
| 19 gennaio 2024  | Kitzbühel  | Austria  | DH         |
| 20 gennaio 2024  | Kitzbühel  | Austria  | DH         |

Legenda:

DH = discesa libera

SG = supergigante

PR = slalom parallelo

### Coppa Europa
- Miglior piazzamento in classifica generale: 8º nel 2017
- 8 podi:
  - 4 vittorie
  - 3 secondi posti
  - 1 terzo posto

#### Coppa Europa - vittorie
| Data             | Località    | Paese    | Specialità |
| ---------------- | ----------- | -------- | ---------- |
| 3 dicembre 2016  | Gällivare   | Svezia   | GS         |
| 19 gennaio 2017  | Val-d'Isère | Francia  | GS         |
| 18 febbraio 2017 | Oberjoch    | Germania | GS         |
| 9 dicembre 2020  | Zinal       | Svizzera | GS         |

Legenda:

GS = slalom gigante

### South American Cup
- Miglior piazzamento in classifica generale: 18º nel 2023
- 3 podi:
  - 2 vittorie
  - 1 terzo posto

#### South American Cup - vittorie
| Data              | Località             | Paese     | Specialità |
| ----------------- | -------------------- | --------- | ---------- |
| 28 settembre 2016 | Ushuaia Cerro Castor | Argentina | GS         |
| 31 agosto 2022    | La Parva             | Cile      | SG         |

Legenda:

SG = supergigante

GS = slalom gigante

### Campionati francesi
- 9 medaglie:
  - 3 ori (slalom gigante nel 2017; supergigante, combinata nel 2022)
  - 3 argenti (discesa libera, combinata nel 2016; combinata nel 2017)
  - 3 bronzi (supergigante nel 2017; slalom gigante nel 2021; discesa libera nel 2022)